# Monuments to an Elegy
Monuments to an Elegy er det ottende studiealbum fra det amerikanske rockband The Smashing Pumpkins. Albummet er en del af bandets Teargarden by Kaleidyscope-projekt og blev udgivet den 5. december 2014. 
Den første single fra albummet "Being Beige" blev udgivet den 20. oktober. Albummet er indspillet af Billy Corgan (sang, guitar, bas, keyboard) og Jeff Schroeder (guitar), samt Mötley Crüe-trommeslager Tommy Lee, der dermed erstatter Mike Byrne, som har været trommeslager i The Smashing Pumpkins siden 2010. Med kun ni sange og en samlet længde på lidt over en halv time er Monuments to an Elegy det korteste Smashing Pumpkins-album nogensinde. 
"One and All" blev den anden single udgivet fra albummet. Singlen blev udgivet den 4. november 2014 og gik ind som nummer 34 på den amerikanske rockhitliste. "Drum + Fife" blev udgivet som albummets tredje single den 21. november 2014. 
Efter en uge i handlen gik Monuments to an Elegy ind som nummer 33 på den amerikanske Billboard-albumhistliste. Det er den dårligste placering og første uden for top 10 for et nyt Smashing Pumpkins-album siden debutalbummet Gish i 1991. På en liste over indie-album gik albummet dog ind som nummer 1. 

## Skæringsliste
1. "Tiberius"
2. "Being Beige"
3. "Anaise"
4. "One and All"
5. "Run2Me"
6. "Drum and Fife"
7. "Monuments"
8. "Dorian"
9. "Anti-Hero"

Alle sange er skrevet af Billy Corgan.

## Singler
- "Being Beige" (20. oktober 2014)
- "One and All" (4. november 2014)
- "Drum + Fife" (21. november 2014)

## Medvirkende

### Bandet
- Billy Corgan – sang, guitar, keyboard, slaginstrumenter, bas
- Jeff Schroeder – guitar

### Andre
- Tommy Lee – trommer
- Howard Willing – producer

## Teargarden by Kaleidyscope
I 2009 begyndte The Smashing Pumpkins indspilningerne og udgivelsen af bandets næste store albumprojekt, Teargarden by Kaleidyscope. Den oprindelige plan var, at bandet ville udgive 44 sange enkeltvis over en årrække til fri downloadning på bandets officielle hjemmeside. 
"A Song for a Son" blev udgivet som det første nummer i december 2009, og i løbet af det næste halvandet år blev der i alt udgivet 10 sange på internettet. De første fire sange blev også udgivet på ep'en Songs for a Sailor i foråret 2010, mens de næste fire udkom i efteråret samme år på ep'en The Solstice Bare. Efter udgivelsen af de første 10 sange besluttede Billy Corgan dog at gå tilbage til albumformatet og indspillede i sommeren 2011 de 13 sange, der i juni 2012 blev udgivet samlet på Oceania.
I 2014 indspillede bandet yderligere to album, Monuments to an Elegy og Day for Night, der begge er en del af Teargarden by Kaleidyscope. Day for Night, der forventes udgivet i 2015, afslutter projektet. 